# 1882 no Brasil
Esta é uma cronologia dos fatos acontecimentos de ano 1882 no Brasil.

## Incumbentes
- Imperador – D. Pedro II (1831–1889)

## Eventos
- Publicação do primeiro livro brasileiro a incorporar os princípios do projeto literário parnasiano: Fanfarras, de Teófilo Dias.
- Exposição antropológica de 1882: um dos eventos científicos mais importantes do Brasil no século XIX, realizada pelo Museu Nacional do Rio de Janeiro e fortemente influenciada pelo Darwinismo.[1]
- 29 de outubro: Publicação do primeiro número do jornal Paratyense.

## Nascimentos
- 20 de janeiro: Sebastião Leme da Silveira Cintra, religioso (m. 1942).
- 15 de março: Júlio Prestes, político, eleito presidente mas não chegou á tomar posse (m. 1946)
- 18 de abril: Monteiro Lobato, escritor (m. 1948).
- 19 de abril: Getúlio Vargas, 14° e 17° Presidente do Brasil (m. 1954).